# 朴容日
朴容日，朝鲜民主主义人民共和国政治人物，生前为朝鲜社会民主党中央委员长、最高人民会议常任委员会副委员长。

## 生平
1966年，朴容日出生于朝鲜，后就读于金日成综合大学。
朴容日进入祖国和平统一委员会后，于2018年3月出任祖国和平统一委员会副主席。2006年8月，朴容日进入朝鲜民主主义人民共和国红十字会中央委员会，代表朝鲜参加朝韩红十字会谈判。
2019年8月28日，朴容日接替金英大出任朝鲜社会民主党中央委员长兼最高人民会议常任委员会副委员长。
2022年9月18日，朴容日去世。9月20日，朝鲜官方媒体报道称，朝鲜领导人金正恩前一天送上花圈，对朴容日的去世表示哀悼。